# Еквадор
Еквадор (шп. Ecuador), званично Република Еквадор (шп. República del Ecuador) држава је у Јужној Америци. Према северу се граничи са Колумбијом, према истоку и југу са Перуом, док према западу излази на Пацифички океан. Поред Чилеа, једина је држава Јужне Америке која се не граничи са Бразилом. Еквадору припадају и острва Галапагос удаљена око хиљаду километара према западу. Простире се на 283.520 km². Главни град је Кито, док је највећи град Гвајакил. Главни и службени језик је шпански којим говори око 94% становништва. Поред шпанског у службеној употреби су и Кичва, Шуар, и још једанаест других језика.
Еквадор је тренутно на 71. месту по економској конкурентности.
За Еквадор је карактеристично да се у њему налази велики број ендемских биљних и животињских врста, што га сврстава међу седамнаест земаља са најразноврснијом флором и фауном на свету. Уставом Еквадора, усвојеним 2008, по први пут су законом дефинисана права природе, тј. права екосистема.
Еквадор је председничка република која је независност од Шпаније стекла 1809. а од Велике Колумбије 1830. године.

## Географија

### Положај
Еквадор се налази у западној Јужној Америци, између Перуа и Колумбије. Укупна површина Еквадора је 283.560 km². Од те површине, 276.840 km² је копно, а 6.720 km² вода. Чувена Острва Галапагос су такође део Еквадора.
Еквадор има на Тихом океану обалу дугу 2.237 km. Са Колумбијом дели 590 km границе, а с Перуом 1.420 km. Планина Чимборазо је највећа планина у Еквадору, са висином од 6.267 m, део Анда. Котопакси, највиши активни вулкан на свету, налази се такође у Еквадору.

### Геологија и рељеф
Еквадор се дели на четири различита подручја. Галапагос острва, Коста, Сијера, и Оријенте. Коста се налази у западном Еквадору, Сијера обухвата средишњи Еквадор, познат по планинама, док је Оријенте источни део земље где се налази амазонска прашума.

## Историја
У подручју данашњег Еквадора су од давних времена живеле разне старе америчке културе. Међутим, ове су освојили Инке у петнаестом веку и тако је до доласка Европљана Еквадор био део Инка Царства. Шпанија је освојила то подручје 1534. године, и тако се модерни Еквадор прво појавио у историји као шпанска колонија.
Године 1822. Еквадор добија независност од Шпаније, и постаје део Велике Колумбије. Ипак, та супер-држава се ускоро распада у три различите државе 1830. године, а једна од њих је Еквадор.
Деветнаести век у историји Еквадора познат је по државној слабости и нестабилности. Крајем деветнаестога века Еквадором владају строго католички председници, све до либералне побуне Елој Алфароа 1895. године.
Између 1904. и 1942, Еквадор губи доста територије у разним ратовима са својим суседима. Највећи и најважнији је био рат са Перуом 1941. године, који се није решио до 1999. године. 2000. године избила је криза владе у Еквадору, и тадашњи потпредседник Густаво Нобоа постао је нови председник након побуне еквадорских Индијанаца.

## Политички систем
Власт у Еквадору је подељена на пет грана: извршну, законодавну, судску, изборну, и друштвени и јавни надзор.
Еквадором управља демократски изабран председник, који се бира на мандат од четири године. Актуелни председник Еквадора, Рафаел Кореа, столује у председничкој палати у Киту. Устав који је на снази донела је Уставотворна скупштина Еквадора изабрана 2007. а сам устав је потврђен на референдуму 2008. године. Од 1936. гласање на изборима је обавезно за све писмене особе између 18 и 65 година старости, док остали грађани могу али нису у обавези да гласају.
У извршну власт спада и 25 министара. Гувернери провинција и чланови већа (градоначелници и градски већници) директно су изабрани. Народна скупштина Еквадора састаје се током године осим за време годишњих одмора током јула и децембра. Она има тринаест сталних одбора. Чланове Народног суда правде бира Народни савет судства на мандат од девет година.

### Извршна власт
Владу саставља председник Еквадора, тренутно је то Рафаел Кореа. У вођењу владе њему помаже потпредседник, тренутно је то Хорхе Глас. Председник и потпредседник могу да буду бирани на те функције два пута. Извршна власт одређује спољну политику, поставља Канцелара Републике, амбасадоре и конзуле, управља оружаним снагама Еквадора, Народном полицијом Еквадора, и осталим органима које поставља. Супруга председника има звање прве даме Еквадора.

### Законодавна власт
Законодавну власт има једнодомна Народна скупштина Еквадора, чије је седиште у Киту, и чини је 137 посланика, изабраних на четворогодишњи мандат. Петнаест чланова се бира по пропорционалном систему, по два посланика делегира свака провинција, док се остатак посланика одређује изборним законом на основу последњег пописа.

### Судска власт
Судску власт чини Савет судства као главно тело, и Народни суд правде, провинцијски судови, и заштитници народа. Законску заступљеност одређује Савет судства.
Народни суд правде има 21 судију који се бирају на период од девет година. Сваке три године бира се трећина судија, што је одређено Органским кодом правосудног система (шп. Código Orgánico de la Función Judicial). Њих бира Савет судства на основу предлог опозиције.
Државни тужилац и јавни правобранилац су независна тела правосудног система.

## Привреда
Нафта, које има доста у Еквадору, је била центар Еквадорске економије у 20. веку. Производи као банане, и шећер су исто важни. 2000. године, Валута Еквадора постаје Амерички долар са надом да би се смањила тадашња економска криза. Од тада Еквадорска економија напредује, али споро. Проблеми са економијом су имали велики утицај на Еквадорску политику у претходних пет година.

## Становништво
На основу пописа становништва спроведеног 2010. године Еквадор је имао 15.001.072 становника. Местици су најбројнија етничка група која чини 71,9% становништва. Индијанци чине 7% становништва. Етничка група Монтубио чини 7,4% становништва. Еквадорци афричког порекла, у које се убрајају мулати и замбоси, чине 7% становништва и углавном живе у провинцији Есмералдас, и у нешто мањем броју у обалском подручју. Белци чине 6,1% становништва и живе углавном у урбаним подручјима.

### Религија
На основу података еквадорског Националног института за статистику и попис 91,95% становништва Еквадора су верници, атеисти чине 7,94% а 0,11% становништва су агностици. Међу верницима римокатолици чине 80,44%, протестанти 11,3%, Јеховини сведоци 1,29% становништва, док 6,97% чине припадници осталих религија и деноминација (углавном Јевреји, будисти, и мормони).
У Еквадору постоје и мале заједнице православаца, муслимана, будиста и бахајаца. Мормона чине 1,4% становништва, или 211.165 у 2012. години. Исте године у Еквадору је било и 77.323 Јеховина сведока. Јеврејска заједница има двеста следбеника а седиште јој је у Киту.

### Народи
Устав Еквадора признаје вишенационалност онима који сматрају да имају порекло везано за неки од домородачких народа. Тако, поред креола, местика и афроеквадораца, постоје и припадници домородачких народа расутих на пацифичкој обали, у селима кечуанских Анда, и у амазонској прашуми.

### Густина становништва
Већина Еквадораца живи у централним покрајинама, на Андима, или дуж пацифичке обале. Тропске шуме на истоку државе су ретко настањене јер у њима живи само око 3% становништва Еквадора.
Према попису становништва из 2010.

## Култура
Као многе друге јужноамеричке земље, култура Еквадора је комбинација шпанске културе, и индијанске културе. На културу Еквадора утицала је и култура афричких робова. 68% од Еквадораца су католици. Најпознатији део еквадорске културе је Еквадорска музика, али Еквадор је имао неколико чувених јужно Америчких писаца и уметника.